# 底哈都 (彬牙)
底哈都（發音：[θìha̰ðù]；1265年—1325年），舊譯僧哥速，又譯梯訶都，他是緬甸敏象王國、彬牙王國的君主，與其兄阿丁克亞、亞扎丁堅共同創建了敏象王國，後又獨自創建了彬牙王國。

## 生平

### 早年
底哈都兄弟是撣族人，原是蒲甘王國軍隊中的將軍，受到國王那臘底哈勃德信賴。底哈都兄弟在元緬戰爭中表現出色，據說曾擊退進犯蒲甘城的元軍。1293年，底哈都被蒲甘國王覺蘇瓦封為賓里總督。

### 統治
1298年，底哈都兄弟廢黜了覺蘇瓦，立其子蘇涅為傀儡國王，蒲甘王國名存實亡，底哈都兄弟的敏象王國是上緬甸的實際統治者。1301年，底哈都兄弟抵禦住了元軍對敏象城的進攻。敏象王國由阿丁克亞、亞扎丁堅、底哈都三人共同攝政，底哈都是三兄弟里最小但最有野心的一人。1309年，底哈都不滿足於共同攝政者的地位，宣布自己為國王。1310年，底哈都的長兄阿丁克亞逝世。1313年，底哈都毒殺次兄亞扎丁堅。
底哈都成為上緬甸唯一的王，遷都彬牙，創立了彬牙王國，以蒲甘王國的繼承者自居。底哈都在彬牙建立金宮，加冕典禮上，那臘底哈勃德的寡妃修氏獻上傳承自阿奴律陀的金帶、金盤。底哈都收養了覺蘇瓦與彌修烏的兒子烏茲那，立其為王儲。他以自己與彌修烏的兒子覺蘇瓦為賓里總督。
底哈都的長子蘇雲對此非常不滿，他要求底哈都授與一北方領地，隨後於1315年自行率眾前往實皆建立根據地。1316年，實皆城完工，底哈都派烏茲那和覺蘇瓦前往攻城，均以失敗告終。底哈都晚年虔誠於佛事，他將阿奴律陀的傳世寶物供奉在瑞喜宮佛塔。1325年，底哈都崩逝，彬牙王國與實皆王國正式分裂。